# Anticatolicism
Anti-catolicismul este o atitudine (politică, socială, religioasă etc.) ostilă față de creștinii catolici pentru simplul fapt că adoptă aceasta ramură a creștinismului.